# 海底大戦争 スティングレイ
『海底大戦争 スティングレイ』（かいていだいせんそう スティングレイ、英：Stingray）は、1964年にイギリスでジェリー・アンダーソンが製作した特撮人形劇である。日本初放送時の題名は『海底大戦争』。Stingrayは、英語でアカエイのことである。

## 設定
スティングレイは海底安全パトロール隊 （WASP　World Aquanaut Security Patrol） の原子力潜水艦第3番艦。マリンビル基地に所属し、トロイ艦長と部下のフォンズ少尉が搭乗するほか、海底人の美女マリーナも加わることもある。
地上侵略を目論む様々な海底勢力に対するスティングレイと乗組員たちの活躍を描くが、単純なアクションものではなく海底の美しい描写や未知の世界、人間関係の綾、さまざまな種族が存在する海底人たちとの駆け引きなども織り込まれ、登場人物たちの会話や行動にもユーモアが見られる。

## 作品史
イギリスで製作された初の全編カラー撮影テレビシリーズとなり、日本ではフジテレビの本放送としては最初のカラー作品であった。日本では、1964年9月7日から1965年3月31日までフジテレビで月曜 19:00 - 19:30 → 水曜 19:30 - 20:00 （日本標準時）に放送、ロッテの一社提供。第10話で『トニーの海底大戦争』と改題され、当時人気のコメディアンで特異な話芸で知られたトニー谷による、オリジナルには無いナレーションが加えられた。谷によるナレーションが入るようになってからは、物語全体にユーモラスな雰囲気が加わった。
この頃は海洋冒険物がブームで、アメリカに連続テレビドラマ『原子力潜水艦シービュー号』、日本に特撮映画『海底軍艦』、漫画『サブマリン707』『青の6号』（いずれも『週刊少年サンデー』連載）が登場した時代だった。そして、アンダーソン作品では当作が該当する。当然、大部分を占める海の特撮も次作『サンダーバード』に登場するサンダーバード4号やトレーシー島の描写に繋がるクオリティを見せているが、海の潜水艦であるスティングレイが淡水魚の泳ぐ水中を航行するシーンなど、さほど細部の演出にこだわらない、当時の鷹揚な一面もうかがえる。

## 登場人物
当作からは主要な役柄の人形の顔が、実在の俳優をモデルに作られた（オリジナルの声優が元ではない）。ただ、後の『サンダーバード』のものと比べ、造型にはまだ若干の粗がある。
トロイ・テンペスト
モデル - ジェームズ・ガーナー、声 - ドン・メイソン/宗近晴見
スティングレイの艦長。常に冷静沈着で、的確な判断と優れた操艦技術により、幾多の海底人の侵略を挫いた。階級は大尉。後に少佐に昇進し、スティングレイの艦長を続けることになる。
ホーンズ・シェルダン
声 - ロバート・イーストン/ミッキー・カーチス
トロイの副官。日本語の放送ではフォンズ少尉。ソナー担当のため、いつも耳に大きなヘッドホンを当てている。「…ですねぇ〜」が口癖。よく軽口を叩いてはトロイに叱られる。「ホーンズ」はいつもヘッドホンを当てていることからくくるあだな"Phones"。
アクア・マリーナ
モデル：ブリジット・バルドー、喋らないので担当声優はいない
海底都市パシフィカ（日本語版では「ダンマリニア」と呼称）の海底人美女。パシフィカの人々は言葉を持たず、彼女も話はできない。タイタニカの大王タイタンの奴隷にされていたが、トロイによって救出されWASPのメンバーに。スティングレイ3人目の乗組員。劇中ではマリーナと呼ばれている。潜水具無しに深海を高速で泳げる。アフォニー（日本語版では「テマネ」。言葉を持たないので手話で会話するところから）という父親がいる。
オインク
声 - デイヴィッド・グレアム/白石冬美
アザラシ。マリーナのペットで、スティングレイ号のマスコットキャラ。非常に体毛が長い。「オインク、オインク」と鳴く（一部の話では人間の言葉を喋っている）。たびたびスティングレイ号の危機をトロイ艦長らに知らせる。第13話（日本放送第3話）「ネス湖の怪獣」にて日本語版ではメスであることがわかる。
マリーナの言うことは素直に聞く。
サム・ショア司令官
声 - レイ・バレット/天草四郎
WASP・マリンビル基地の司令官。海底人の攻撃で下半身不随になったため、ホバーチェア（電動車椅子にホバークラフト機能が備わったもの）に乗る。優れた指揮能力を持つ。
アトランタ・ショア中尉
声 - ロイス・マクスウェル/松任谷国子
サム司令官の娘で、基地でも司令官の片腕となって活躍。オペレーターを担当する。
ジョン・フィッシャー少尉
声 - レイ・バレット/愛川欽也→青野武
マリンビル基地の常駐員。艦長候補生と思しき将校。同じくオペレーターを担当する。実名で呼ばれたことはほとんど無いが、カールトンの公式サイトには名前が明記されている。
WASP総司令官
声 - デイヴィッド・グラハム/根本好章・杉田俊也
正式な名前は不明。WASPの最高司令官。いざというときに海底で災害や事件などが起きると、マリンビル基地にスティングレイ号出動命令を出す。
タイタン大王
モデル - ローレンス・オリヴィエ、声 - レイ・バレット/熊倉一雄
海底王国タイタニカの王。比較的人間と似た姿だが、肌が銀色。地上侵攻の立案や捕虜の処遇は、彼が崇める海底の魚神ギントト（原語では海神トリウェル）の意向に従っている。常にスティングレイとWASPを付け狙い、彼らを危機に陥れる。だが、毒薬で殺そうとしたトロイをマリーナと交換条件にして約束通り解毒剤を渡したり、誘拐したアーティストをわざわざ地上に帰すという公正で律義な一面もある。
X20（エックスツーゼロ）
モデル - クロード・レインズ  声 - ロバート・イーストン（ピーター・ローレの声を模倣している） / 田村錦人他
タイタニカの諜報員。変装の名人で、普段はマリンビル基地に近い岬の私邸でピアノ演奏に興じている。皮膚が銀色なのを除けば『サンダーバード』のパーカー（ペネロープの執事）そっくりの顔。
マゴジラ（原語ではアクア・フィビアン）
タイタニカの戦闘員。半魚人型で、テラー・フィッシュなどを駆使してWASPと戦う。日本語版ではもともと名称はなく、トニー谷が「ゴジラの孫、マゴジラ」と呼び、定着した。
ナレーション
声 - トニー谷（第10話より）
このナレーションはオリジナルには無い演出である。スティングレイやトロイ艦長その他の行動や物語の展開を、放送全体にわたってしばしばユーモラスな口調で解説した。
なおタイタニカ以外にも、人魚のような姿から半魚人の様な姿まで様々な外見の海底人が地上侵略を企んでおり、中には海底戦車を駆使してスティングレイとWASPを窮地に追い込んだソラスター帝国の如き強敵もいる。しかしその一方で、パシフィカ人のように平和を愛する友好的な海底人も存在する。

## 登場メカニックなど
スティングレイ
正式名称はスティングレイ mark III。海底安全パトロール隊（通称WASP）の原子力潜水艦第3番艦。そのマリンビル基地の主力艦である。デザインは古代魚ドレパナスピスをモチーフにしている。中央セイル部分が操舵室（操縦席）で、ある程度の深度までは有視界航行が可能。2名で運用可能だが、艦の大きさの割に艦内は広く、遠洋航海にも配慮された設備を有する。また、後部には小型の潜航艇アクア・スプライトが内蔵されているほか、深海用アクアラングを装備している。出撃においては、乗組員が司令部にあるエレベーター式の複座の座席に座ると降下し、そのままドックに待機しているスティングレイのコクピットまで運ばれ、操縦態勢につく。そして艦体を固定しているリフトをダウンさせ、海底トンネルまで運ばれ、トンネルのゲートを抜けて発進する。主力兵器はスティング・ミサイル（水中ミサイル）で、大抵の敵潜水艦はこれ1発で沈む。推進機はポンプジェットで、航行時には船体後部の円形シェラウドが回転し、水中速力は600ノット (1,100 km/h)以上、潜航深度は36,000フィート (11 km)以上。乗組員はトロイ・テンペスト艦長、フォンズ副長、アクア・マリーナだが、時に応じてはサム・ショア司令官やオペレーターのジョン少尉が操縦することもある。
アクア・スプライト
スティングレイ後部両側面に計二隻搭載されている小型潜水艇。これはスティングレイの航行不可能な場所、例えば狭い海底洞窟の中に向かうときや本艦が事故で使用不可能な時などの緊急事態に使用する。
WASPインターセプター
スティングレイが敵との戦いに苦戦している時や敵の基地が地上にある場合に使用するWASPの誇る最新鋭戦闘機である。この名称は原語版で、日本語版ではこの名は呼ばれなかった。この戦闘機は後に、『サンダーバード』に登場するZ団の戦闘機として復活する。
サイクロン・ジェット（原語版ではアロー・ヘッド・ジェット）
インターセプターの次世代機として開発された試作機。インターセプターを凌駕する性能を誇る。
マリンビル基地
WASPの総合本部である。この基地は敵の襲来に備えてあらゆる装備が整えられている。迎撃ミサイルがいつでも発射できるようになっており、敵のミサイルが接近した場合にこの基地の各建物がエレベーターによって降下し地下の核シェルターに避難できるセキュリティーシステムがある。トニー谷の説明では「地下潜行装置」と呼んだ。
フグトラ潜水艦（原語版ではテラー・〈メカニカル〉フィッシュ）
海底王国タイタニカの主力潜水艦。外観は魚類そのものでカムフラージュの役割も持ち、動力はテイルフィン、つまり各種の鰭で推進する。乗員は2名で、主にマゴジラ（アクア・フィビアン）が搭乗。目の辺りが操縦席となっており、深海でも有視界航行を行う。移動力は多少劣るものの深海の水圧にも耐えられる。武器は口から発射されるミサイル。発売されたプラモデルは、ヒレを動かして本物そっくりに泳ぐ。日本語版のオープニングにも登場している。
鰹節型小型潜水艇（原語版ではエージェントX20専用小型潜水艇）
X20が使用する小型の潜水艇で運動性能がよく汎用性に富んでいる。
海底戦車1号、2号（原語版ではミサイル・イジェクターワン、ツー）
世界でも最深部に位置するソラスター帝国の主力兵器。外観はまさしく「海底戦車」だが、主砲の威力は小島程度なら1発で沈める程で、地下に隠れたマリンビル基地でさえ一時は通信途絶になるなどの被害を受けた。また、潜航深度はスティングレイを遥かに上回る。しかし、強大な水圧にも耐えるマリーナの止めの一撃により撃沈された。1号、2号は側面に描かれた識別用の絵がそれぞれ異なる。

## 放送リスト
| 制作 番号 | 英国初回 放送話数 | 日本 話数1 | 日本 話数2 | 邦題                        | 再放送邦題                   | 原題                       | 英国初回 放送日 | 日本初回 放送日 | 監督                   | 脚本                            |
| --------- | ----------------- | ---------- | ---------- | --------------------------- | ---------------------------- | -------------------------- | --------------- | --------------- | ---------------------- | ------------------------------- |
| 1         | 1                 | 1          | 1          | 海底の魚神                  | 海底王タイタン               | Stingray                   | 1964年10月4日   | 1964年9月7日    | アラン・パティロ       | ジェリー&シルビア・アンダーソン |
| 11        | 2                 | 2          | 2          | 危うし！ マリンビル基地     | 危し！ マリンビル基地        | Emergency Marineville      | 1964年10月11日  | 1964年9月14日   | ジョン・ケリー         | アラン・フェネル                |
| 13        | 5                 | 3          | 3          | ネス湖の怪獣                | ネス湖の怪獣                 | Loch Ness Monster          | 1964年11月1日   | 1964年9月21日   | アラン・パティロ       | デニス・スプーナー              |
| 7         | 36                | 4          | 4          | 海底兵器・頭突きのカジキ    | 頭突きのカジキ               | The Golden Sea             | 1965年6月6日    | 1964年9月28日   | ジョン・ケリー         | デニス・スプーナー              |
| 10        | 14                | 5          | 5          | 不思議な海底人              | 不思議な海底人               | The Ghost of the Sea       | 1965年1月3日    | 1964年10月5日   | デイビット・エリオット | アラン・フェネル                |
| 19        | 7                 | 6          | 6          | 恐怖の魚雷                  | 恐怖の魚雷                   | The Man From the Navy      | 1964年11月15日  | 1964年10月12日  | ジョン・ケリー         | アラン・フェネル                |
| 9         | 32                | 7          | 7          | あ！ 時限爆弾だ             | ああ！ 時限爆弾              | Count Down                 | 1965年5月9日    | 1964年10月19日  | アラン・パティロ       | デニス・スプーナー              |
| 6         | 17                | 8          | 8          | 海底戦車現わる              | 海底戦車現わる               | The Big Gun                | 1965年1月24日   | 1964年10月26日  | デイビット・エリオット | アラン・フェネル                |
| 8         | 3                 | 9          | 9          | ゆうれい船                  | ゆうれい船                   | The Ghost Ship             | 1964年10月18日  | 1964年11月2日   | デスモンド・サンダース | アラン・フェネル                |
| 4         | 37                | 10         | 10         | 深海の人質                  | 深海の人質                   | Hostages of the Deep       | 1965年6月13日   | 1964年11月9日   | デスモンド・サンダース | アラン・フェネル                |
| 2         | 34                | 11         | 11         | 毒ガスの花                  | 毒ガスの花                   | Plant of Doom              | 1965年5月23日   | 1964年11月16日  | デイビット・エリオット | アラン・フェネル                |
| 5         | 24                | 12         | 12         | 海底の宝物                  | 海底の宝物                   | Treasure Down Below        | 1965年3月14日   | 1964年11月23日  | アラン・パティロ       | デニス・スプーナー              |
| 12        | 4                 | 13         | 13         | 海底の砂漠                  | 海底の砂漠                   | Subterranean Sea           | 1964年10月25日  | 1964年11月30日  | デスモンド・サンダース | アラン・フェネル                |
| 18        | 27                | 14         | 14         | 沈没船の怪人                | 沈没船の怪人                 | The Disappearing Ships     | 1965年4月4日    | 1964年12月7日   | デイビット・エリオット | アラン・フェネル                |
| 23        | 35                | 15         | 15         | スティングレイ対海底魔王    | スティングレー対海底魔王     | The Master Plan            | 1965年5月30日   | 1964年12月14日  | ジョン・ケリー         | アラン・フェネル                |
| 17        | 25                | 16         | 16         | X20の百面相作戦             | X20の百面相作戦              | Stand by for Action        | 1965年3月21日   | 1964年12月21日  | アラン・パティロ       | デニス・スプーナー              |
| 21        | 22                | 17         | 17         | 巨人国からの脱出            | 巨人国からの脱出             | Tom Thumb Tempest          | 1965年2月28日   | 1964年12月28日  | アラン・パティロ       | アラン・フェネル                |
| 24        | 20                | 18         | 18         | 無敵戦艦ケチラス号          | 無敵戦艦ケチラス号           | Star of the East           | 1965年2月14日   | 1965年1月6日    | デスモンド・サンダース | アラン・フェネル                |
| 22        | 26                | 19         | 19         | 打て！ 百万メガトンミサイル | 射て！ 百万メガトンミサイル  | Pink Ice                   | 1965年3月28日   | 1965年1月13日   | デスモンド・サンダース | アラン・フェネル                |
| 15        | 28                | 26         | 20         | お化け真珠貝                | お化け真珠貝                 | Secret of the Giant Oyster | 1965年4月11日   | 1965年3月3日    | ジョン・ケリー         | アラン・フェネル                |
| 16        | 9                 | 20         | 21         | 半魚人の大襲撃              | 半魚人大襲撃                 | Raptures of the Deep       | 1964年11月29日  | 1965年1月20日   | デスモンド・サンダース | アラン・フェネル                |
| 20        | 38                | 21         | 22         | 基地にスパイが！            | 基地にスパイが！             | Marineville Traitor        | 1965年6月20日   | 1965年1月27日   | デスモンド・サンダース | アラン・フェネル                |
| 3         | 33                | 22         | 23         | 出た！ 海底インデアン       | 出た！ 海底インディアン      | Sea of Oil                 | 1965年5月16日   | 1965年2月3日    | ジョン・ケリー         | デニス・スプーナー              |
| 14        | 29                | 23         | 24         | さあ来い！ ドラゴン大王     | さあこいドラゴン大王         | The Invaders               | 1965年4月18日   | 1965年2月10日   | デイビット・エリオット | デニス・スプーナー              |
| 25        | 8                 | 24         | 25         | 謎の新兵器                  | 謎の新兵器                   | An Echo of Danger          | 1964年11月22日  | 1965年2月17日   | アラン・パティロ       | デニス・スプーナー              |
| 26        | 21                | 25         | 26         | 基地に悪魔がやって来た      | 地獄から来た男               | Invisible Enemy            | 1965年2月21日   | 1965年2月24日   | デイビット・エリオット | アラン・フェネル                |
| 31        | 13                | 27         | 27         | そこに爆薬が！              | そこに爆薬が！               | Tune of Danger             | 1964年12月27日  | 1965年3月10日   | ジョン・ケリー         | アラン・フェネル                |
| 37        | 12                |            | 28         |                             | ソロモン王国の陰謀           | A Christmas to Remember    | 1964年12月20日  | 1968年4月7日    | アラン・パティロ       | デニス・スプーナー              |
| 36        | 23                | 28         | 29         | コロッコ共和国              | コロッコ共和国               | Eastern Eclipse            | 1965年3月7日    | 1965年3月17日   | デスモンド・サンダース | アラン・フェネル                |
| 38        | 16                | 29         | 30         | ウラナリ大王の挑戦          | ウラナリ大王の挑戦           | The Lighthouse Dwellers    | 1965年1月17日   | 1965年3月24日   | デイビット・エリオット | アラン・フェネル                |
| 39        | 39                | 30         | 31         | 最高殊勲者トロイ艦長        | 最高殊勲者トロイ艦長         | Aquanaut of the Year       | 1965年6月27日   | 1965年3月31日   | アラン・パティロ       | ジェリー&シルビア・アンダーソン |
| 32        | 15                |            | 32         |                             | サイクロンジェット機出動     | Rescue from the Skies      | 1965年1月10日   | 1968年5月5日    | デスモンド・サンダース | デニス・スプーナー              |
| 30        | 6                 |            | 33         |                             | 大暴れ帆前船                 | Set Sail for Adventure     | 1964年11月8日   | 1968年5月12日   | デイビット・エリオット | デニス・スプーナー              |
| 34        | 30                |            | 34         |                             | 怪物潜水艦接近す             | A Nut for Marineville      | 1965年4月25日   | 1968年5月19日   | デイビット・エリオット | ジェリー&シルビア・アンダーソン |
| 27        | 19                |            | 35         |                             | 海底火山大爆発               | Deep Heat                  | 1965年2月7日    | 1968年5月26日   | ジョン・ケリー         | アラン・フェネル                |
| 35        | 31                |            | 36         |                             | 海底のわな                   | Trapped in the Depths      | 1965年5月2日    | 1968年6月2日    | ジョン・ケリー         | アラン・フェネル                |
| 33        | 18                |            | 37         |                             | 海底原始人                   | The Cool Cave Man          | 1965年1月31日   | 1968年6月9日    | アラン・パティロ       | アラン・フェネル                |
| 29        | 10                |            | 38         |                             | タイタンロカビリーにいかれる | Titan Goes Pop             | 1964年12月6日   | 1968年6月16日   | アラン・パティロ       | デニス・スプーナー              |
| 28        | 11                |            | 39         |                             | タジマノン神殿の謎           | In Search of the Tajmanon  | 1964年12月13日  | 1968年6月23日   | デスモンド・サンダース | デニス・スプーナー              |

## オープニング主題歌
イギリスで放送された原版では主題歌は無かったが（厳密には「スティングレイ」が繰り返し歌われているオープニング曲がある）、日本での放送では冒頭部分にスティングレイの活躍を讃える内容の主題歌が入れられている。
日本語版オープニング曲「海底大戦争」
作詞：のぶひろし / 作曲：藤井次郎
歌：服部俊博 / クラウン少女合唱団 / クラウン混声合唱団
1964年、クラウンレコード からシングル・レコード発売。Ｂ面は同じく海外ドラマの主題曲「パパ大好き」。

## エンディング曲
イギリス版では、トロイがマリーナに歌うロマンチックな「アクアマリーナ」（プロ歌手のゲイリー・ミラーが歌う）。

## DVD
- 海底大戦争 スティングレイ コンプリートボックス [DVD] 発売日 : 2004年9月24日

## その他
テレビでの放送と並行して、『週刊少年マガジン』で『海底大戦争』の題で小説版が連載された。トロイ艦長、フォンズ少尉の他に明夫という日本人少年がスティングレイに乗り組み、海底人と戦う。豊富な挿絵で、絵物語の趣がある。